# 店下镇 (福鼎市)
店下镇，是中华人民共和国福建省宁德市福鼎市下辖的一个乡镇级行政单位。

## 行政区划
店下镇下辖以下地区：
象山社区、店下村、东岐村、屿前村、溪美村、菰北村、石牌村、筼筜村、岚亭村、硋窑村、三佛塔村、马山村、巽城村、洋中村、溪岩村、阮洋村和海田村。

## 中国传统村落
2012年，巽城村被评为首批“中国传统村落”。